# Brandon O’Neill (Fußballspieler)
Brandon O’Neill (* 12. April 1994 in Perth) ist ein australischer Fußballspieler.

## Karriere

### Verein
Das Fußballspielen erlernte Brandon O’Neill Smith in der Jugendmannschaft von Perth Glory im australischen Perth. Hier unterschrieb er 2012 auch seinen ersten Profivertrag. Mit dem Verein spielte er bis März 2015 in der höchsten Liga des Landes, der A-League. Im Juli 2015 unterschrieb er einen Vertrag beim Ligakonkurrenten Sydney FC. Mit dem Verein aus Sydney wurde er 2017 und 2019 australischer Fußballmeister. Im Grand Final 2017 besiegte man Melbourne Victory im Elfmeterschießen, das Grand Final 2019 gegen Perth Glory gewann man ebenfalls im Elfmeterschießen. Den FFA Cup gewann er mit Sydney 2017. Das Endspiel gegen Adelaide United gewann man mit 2:1 in der Verlängerung. Für den Sydney FC absolvierte er 111 Erstligaspiele. Im Januar 2020 zog es ihn nach Südkorea. Hier unterschrieb er einen Vertrag bei den Pohang Steelers. Mit dem Verein aus Pohang spielte er in der ersten Liga, der K League 1. 2020 absolvierte er für die Steelers 13 Erstligaspiele. Von Anfang 2021 bis Ende Mai 2021 wurde er an den thailändischen Erstligisten Buriram United ausgeliehen. Der Verein aus Buriram spielte in der ersten Liga, der Thai League. Mit dem Verein feierte er am Saisonende die thailändische Vizemeisterschaft. Für Buriram absolvierte er zehn Erstligaspiele. Sein zum 31. Mai 2021 auslaufender Leihvertrag wurde von Buriram nicht verlängert. Im Sommer 2021 wechselte er dann zurück zu seinem Heimatverein Perth Glory in die A-League.

### Nationalmannschaft
Sein Debüt für die australische A-Nationalmannschaft gab er am 7. Juni 2019 bei einem Freundschaftsspiel in Südkorea. Hier stand er bei der 0:1-Niederlage in der Startelf und wurde in der 84. Minute gegen Dimitri Petratos ausgewechselt.

## Erfolge
Sydney FC
- Australischer Meister: 2017, 2019, 2020
- Australischer Pokalsieger: 2017